# Liopropoma dorsoluteum
Liopropoma dorsoluteum is een straalvinnige vissensoort uit de familie van zaag- of zeebaarzen (Serranidae). De wetenschappelijke naam van de soort werd voor het eerst geldig gepubliceerd in 1999 door Kon, Yoshino & Sakurai.